# Jacinda Ardern
Jacinda Kate Laurell Ardern (fonetikusan: [dʒəˈsɪndə ˈɑːdɜːn]) (Hamilton, 1980. július 26. –) új-zélandi politikus, az aucklandi Mount Albert választókerület parlamenti képviselője, a baloldali Új-zélandi Munkáspárt elnöke, 2017 októberétől 2023 januárjáig Új-Zéland 40. miniszterelnöke. 2023 januárjában bejelentette, hogy februárig lemond pártelnöki és miniszterelnöki pozíciójáról.

## Élete
Ardern az ország északi részén fekvő Hamiltonban született, egy kétgyermekes mormon család második lányaként. Apja, Ross Ardern rendőrtiszt volt, de később külügyi pályára lépett és 2014-ben Új-Zéland niuei nagykövete lett, 2018 óta pedig a Tokelau-szigetek kormányzója.  A későbbi miniszterelnök Morrinsville-ben nőtt föl, ahol elvégezte az általános és a középiskolát. Ezután 1999-től a hamiltoni University of Waikato nevű egyetemen tanult. 2001-ben végzett, kommunikáció szakos alapdiplomával.
Ardern az egyetemi évek alatt lett a Munkáspárt tagja. Miután megszerezte diplomáját egy munkáspárti képviselő stábjában dolgozott, majd Helen Clark miniszterelnök titkárságára került. 2005-ben azután Londonba utazott, ahol két és fél évig Tony Blair miniszterelnöki adminisztrációjában dolgozott. Eközben aktív volt a pártpolitikában, és 2007-ben a Szocialista Ifjúsági Internacionálé elnöke lett.
Először a 2008-as választásokon került a parlamentbe a Munkáspárt listáján. 2017. március 8. (egy időközi választás) óta az aucklandi Mount Albert választási körzet parlamenti képviselője.
2017 elején a Munkáspárt elnökhelyettesévé választották, és miután Andrew Little pártelnök júliusban lemondott, Ardernt választották a párt élére. Vezetésével a párt gyorsan megfordította addigi népszerűség-csökkenését, és a 2017 tavaszán tartott választáson 46 mandátumot szerzett. Hosszas koalíciós tárgyalások után a Munkáspárt a zöldekkel és a nacionalista Új-Zéland az Első párttal kormányt alakított, és így 37 évesen Jacinda Ardern lett az ország legfiatalabb miniszterelnöke.

## Családja
Ardern 2012-ben ismerkedett meg a nála három évvel idősebb Clarke Gayforddal, akivel élettársi kapcsolatban él. 2018. január 19-én bejelentette, hogy gyermeket vár. Lányuk, Neve Te Aroha Ardern Gayford júniusban született meg. Gayford és Ardern jegyesek, de Ardern úgy nyilatkozott, a 2020-as választások előtt nem tartanak esküvőt.

## Politikai nézetei
Ardern haladó szociáldemokratának tartja magát ideológiailag. A munkásmozgalom támogatója, ellenzi a magas jövedelműek adójának csökkentését, ami a jobboldali Új-zélandi Nemzeti Párt törekvése. Támogatja a jóléti állam eszméjét és azt, hogy azok számára, akik képtelenek magukon segíteni, szociális biztonsági hálót kell kialakítani. Támogatja az azonos neműek házasságát és a világviszonylatban megengedő (a gyakorlatban a terhesség 20. hetéig bármilyen indokkal legális) új-zélandi abortusz-szabályozás további liberalizációját.

## Új-Zéland élén
A 2017. szeptember 23-án tartott parlamenti választáson Ardern és Munkáspártja a szavazatok 36,9%-át szerezte meg, második helyen végezve a Nemzeti Párt mögött. Csaknem egyhavi tárgyalás után, október 19-én a Munkáspárt koalíciót kötött az Új-Zéland az Első párttal és megegyezett a Zöld Párttal, hogy az a koalíción kívülről támogatja az alakuló kisebbségi kormányt. Ardern a legnagyobb kormánypárt pártvezéreként miniszterelnöki megbízást kapott. Az új kormány a 120 parlamenti mandátumból így 63-at mondhat magáénak: 55 a Munkáspárt-Új Zéland az Első koalíció mandátumainak száma, ehhez jön még a zöldek 8 mandátuma.
Az Ardern-kormány egyik első nemzetközi feladata a születő Transz-csendes-óceáni Partnerség, a Csendes-óceán körüli államok közötti szabadkereskedelmi egyezmény újratárgyalása és véglegesítése volt. Ardern és Munkáspártja a 2017-es választási kampány során támogatta az egyezményt bizonyos módosítások mellett. Többek között azt szerették volna, hogy az egyezmény külföldiek ingatlanszerzésére és a beruházók és államok közötti vitarendezési mechanizmusra vonatkozó részeit szigorítsák. Új-Zéland mindkét esetben engedményeket nyert a többi tárgyaló féltől, így a kormány elfogadta az egyezményt. A végleges egyezményt Új-Zéland és tíz másik állam 2018. március 18-án írta alá.
2019. március 15-én egy ausztrál terrorista tömegmészárlást követett el két christchurchi mecsetben a déli istentisztelet idején. A lőfegyveres merényleteknek ötven halálos áldozata volt. Ardern reakciójával elismerést vívott ki az új-zélandiak körében: a miniszterelnök televíziós beszédében terrorcselekménynek nevezte és elítélte a gyilkosságokat, amelyeknek többnyire bevándorlók estek áldozatul. Kijelentette, Új-Zéland sokszínű, toleráns ország, amely tárt karokkal fogad mindenkit, aki az új-zélandi értékeket vallja, és menedéket ad mindenkinek, akinek arra szüksége van. A merénylet nyomán, Ardern kezdeményezésére, a parlament megszigorította a lőfegyvertartásra vonatkozó szabályokat, ami a lakosság egyetértésére talált.
2020-ban az országot komoly megpróbáltatás elé állította a Covid19-pandémia.  A kormány rendkívül erőteljesen lépett föl a járvány megfékezésére: lezárták a határokat és rövid ideig tartó, de rendkívül szigorú karanténintézkedéseket hoztak. Ennek – valamint az ország földrajzi helyzetének – köszönhetően az ötmilliós Új-Zélandon kevesebb mint kétezer megbetegedés és mintegy 25 haláleset történt. Noha az élet visszatért a normális kerékvágásba, az ország határai 2020 októberében zárva maradnak, ami érzékenyen érinti az idegenforgalmat. Ennek, és a karanténintézkedéseknek az lett a gazdasági hatása, hogy az új-zélandi gazdaság éves szinten 12,2 százalékkal visszaesett. A munkanélküliség alacsony szinten maradt, de ehhez szükség volt a kormány gazdaságélinkítő és munkahelymegőrző intézkedéseire, ami viszont jelentősen megnövelte az ország eladósodottságát, a bruttó hazai termék 20 százalékáról a GDP 56 százalékára. A gazdasági nehézségek ellenére a választók pozitívan értékelték az Ardern-kormány reakcióját a világjárványra, és a miniszterelnök népszerűsége tovább nőtt.
Az országban 2020. október 17-én általános választást tartottak, amelyen a Munkáspárt nagyarányú győzelmet aratott. A párt 64 mandátumot szerzett a 120 tagú parlamentben, és így abszolút többséget szerzett. A volt koalíciós partner Új-Zéland az Első párt nem jutott be a parlamentbe, a kormányt kívülről támogató zöldek viszont megerősödtek.
Ardern 2020. november 2-án hozta nyilvánosságra új kormányának névsorát. Bár a Munkáspárt egyedül is alakíthatott volna kormányt, a zöldek is kaptak két miniszteri posztot, így a szigetországnak ismét koalíciós kormánya lett. A maori Nanaia Mahuta lett az ország első női külügyminisztere. A kormánytagok negyede maori, negyven százaléka nő, a miniszterelnök-helyettes és két miniszter homoszexuális.
Ardern 2023. január 19-én bejelentette, hogy amint a Munkáspártnak sikerült új vezetőt választania, lemond a miniszterelnöki posztról. Egyben október 14-re általános választást tűzött ki. A miniszterelnök azzal indokolta lemondását, hogy több időt akar tölteni családjával és nem lenne képes még négy évet az ország élén lenni. 2022 novemberében még tervezett indulni a következő választáson. Miniszterelnöksége 2023. január 25-én ért véget, amikor a szintén munkáspárti Chris Hipkins vette át az Új-Zéland vezetését. Ardern úgy nyilatkozott, egyszerű képviselőként folytatja politikai tevékenységét. 2023-ban III. Károly új-zélandi király születésnapja és koronázása alkalmából adományozott állami kitüntetések közül Ardern a Dame Grand Companion titulust, az Order of New Zealand után a második legmagasabb új-zélandi kitüntetés, New Zealand Order of Merit legmagasabb fokozatát nyerte el, így jogosulttá válva a „dame” lovagi előnév viselésére.